# XnView
XnView는 범용 파일 관리자의 역할뿐 아니라 래스터 이미지를 보고 변환하고 정리하고 편집하는 목적으로 사용되는 이미지 오거나이저, 범용 파일 관리자이다. 16진 보기, 일괄 이름 변경, 화면 캡처 도구가 내장되어 있다. 개인, 교육, 비영리 목적으로는 프리웨어로 라이선스 되지만, 그 외의 경우 상용 소프트웨어로 라이선스 된다.
윈도우, 윈도우 모바일, 포켓 PC용으로 이용 가능하지만 과거에는 유닉스 계열 운영 체제도 지원하였다. XnView의 확장판 XnViewMP는 윈도우, macOS, 리눅스용으로 이용이 가능하다.

## 관련 소프트웨어
제작자는 XnView 코드 기반을 사용하여 MS windows외에도 다양한 OS를 지원하는 다양한 제품들을 출시하였으며, 그 예는 다음과 같다:
- XnView — XnView Classics for Windows, 차기 버젼인 XnviewMP와 대비하여 XnView Classics라고 부르며 MS Windows를 지원한다.
- XnViewMP — XnView의 Multi-Platform 판으로 MS windows, Linux, Mac OS를 지원한다.[5]
- Nview — XnView의 DOS4GW판[6]
- Nconvert — 명령 줄 일괄 변환 도구 (32비트, 64비트)
- XnConvert — GUI 일괄 변환 도구 (리눅스, macOS, 윈도우) 실제 버전 1.73
- Xn — iOS용 앱
- XnShell — 파일 탐색기 / 윈도우 탐색기 셸 확장 (32비트, 64비트)
- GFL-SDK — 서드 파티에 의해 사용되는 자유 개발자 라이브러리[7]